# Unione Sportiva Livorno 1957-1958
Questa voce raccoglie le informazioni riguardanti l'Unione Sportiva Livorno nelle competizioni ufficiali della stagione 1957-1958.

## Stagione
Gli anni cinquanta non sono densi di soddisfazioni per la storia del Livorno e la stagione 1957-1958 è la peggiore in assoluto. La riforma federale che porterà dalla successiva stagione i gironi della Serie C da uno a due, fa sì che nel campionato del Livorno non vi siano retrocessioni. La squadra amaranto vivacchia alla giornata, racimolando 17 punti nel girone di andata, il girone discendente è però un vero calvario, in 17 partite arrivano solo 8 punti. Con 25 punti il Livorno arriva ultimo. Uniche note liete, il bel campionato di Emilio Gratton che realizza 9 reti e la vittoria (1-0) sulla Reggiana che vincerà il torneo e si aggiudicherà la promozione in Serie B. 

## Rosa
| N. |                   | Ruolo | Calciatore         |
| -- | ----------------- | ----- | ------------------ |
|    | Italia (bandiera) | P     | Carlo Baggini      |
|    | Italia (bandiera) | A     | Gino Baldasseroni  |
|    | Italia (bandiera) | A     | Costanzo Balleri   |
|    | Italia (bandiera) | D     | Mario Bianchi      |
|    | Italia (bandiera) | C     | Giancarlo Bonamici |
|    | Italia (bandiera) | C     | Vico Campagnoli    |
|    | Italia (bandiera) | C     | Enrico Capecchi    |
|    | Italia (bandiera) | A     | Enzo Ceccherelli   |
|    | Italia (bandiera) | C     | Fernando Cerri     |
|    | Italia (bandiera) | C     | Ivano Coltellini   |
|    | Italia (bandiera) | A     | Franco Degano      |
|    | Italia (bandiera) | A     | Luciano Filippi    |
|    | Italia (bandiera) | D     | Giovanni Foresi    |

| N. |                   | Ruolo | Calciatore             |
| -- | ----------------- | ----- | ---------------------- |
|    | Italia (bandiera) | P     | Giuseppe Gaspari       |
|    | Italia (bandiera) | C     | Aredio Gimona          |
|    | Italia (bandiera) | A     | Emilio Gratton         |
|    | Italia (bandiera) | D     | Mauro Lessi            |
|    | Italia (bandiera) | C     | Leonida Maria          |
|    | Italia (bandiera) | C     | Enrico Mazzucchi       |
|    | Italia (bandiera) | C     | Armando Morelli        |
|    | Italia (bandiera) | D     | Ivano Nascimbeni       |
|    | Italia (bandiera) | C     | Nazzareno Ottavianelli |
|    | Italia (bandiera) | D     | Armando Picchi (III)   |
|    | Italia (bandiera) | A     | Sergio Scaramelli      |
|    | Italia (bandiera) | D     | Roberto Stefanutti     |
|    | Italia (bandiera) | C     | Alberto Tellini        |

## Risultati

### Girone di andata
| Arbitro: | De Magistris (Torino) |

|                |           |  |
| Campagnoli 11’ | Marcatori |  |

| Arbitro: | Morini (Reggio Emilia) |

|                                 |           |                               |
| Capecchi 39’ Gratton 77’ (rig.) | Marcatori | 36’, 55’ Serena 88’ Bercarich |

| Arbitro: | Fornari (Bologna) |

|                                                             |           |                                            |
| Santagostino 30’ Caprile 31’ Ive 37’ Moretti 49’ Palmér 51’ | Marcatori | 44’ Campagnoli 78’ Capecchi 89’ Coltellini |

| Arbitro: | Ubezio (Novara) |

|              |           |  |
| Capecchi 62’ | Marcatori |  |

| Mestre 13 ottobre 1957 5ª giornata | Mestrina                 | 0 – 0 | Livorno | Stadio Francesco Baracca\| Arbitro: \| Smorto (Reggio Calabria) \| |
| Arbitro:                           | Smorto (Reggio Calabria) |       |         |                                                                    |

| Arbitro: | Leita (Udine) |

|                          |           |  |
| Scaramelli 64’ Maria 83’ | Marcatori |  |

| Arbitro: | Cerutti (Legnano) |

|               |           |                |
| Francescon 1’ | Marcatori | 41’ Campagnoli |

| Siena 3 novembre 1957 8ª giornata | Siena          | 0 – 0 | Livorno | Stadio del Rastrello\| Arbitro: \| Boati (Milano) \| |
| Arbitro:                          | Boati (Milano) |       |         |                                                      |

| Arbitro: | Butti (Como) |

|  |           |                                |
|  | Marcatori | 54’, 84’ Genovesio 69’ Bosisio |

| Arbitro: | Bartolomei (Roma) |

|                       |           |                        |
| Biagi 23’ Cattani 82’ | Marcatori | 35’ Maria 87’ Capecchi |

| Arbitro: | Guidi (Brescia) |

|             |           |  |
| Gratton 62’ | Marcatori |  |

| Arbitro: | Ascari (Carpi) |

|  |           |            |
|  | Marcatori | 76’ Franzò |

| Arbitro: | Morini (Reggio Emilia) |

|                            |           |             |
| Bertolani 19’ Castoldi 52’ | Marcatori | 65’ Gratton |

| Arbitro: | Tavolini (Ferrara) |

|         |           |               |
| Rao 54’ | Marcatori | 45’ Mazzucchi |

| Arbitro: | Babini (Ravenna) |

|                           |           |  |
| Gratton 17’ Mazzucchi 83’ | Marcatori |  |

| Arbitro: | Sebastio (Taranto) |

|                                      |           |                                  |
| Mazzucchi 9’, 28’ (rig.) Gratton 13’ | Marcatori | 39’ Ghersetich 76’ (aut.) Foresi |

| Arbitro: | Basciu (Genova) |

|             |           |  |
| Orlando 85’ | Marcatori |  |

### Girone di ritorno
| Arbitro: | Ascari (Carpi) |

|                                                   |           |  |
| Mungai 4’ (rig.) Bernasconi 29’, 67’ Sospetti 78’ | Marcatori |  |

| Arbitro: | Clemente (Roma) |

|                                     |           |           |
| Pizzi 51’ Bercarich 53’ Turotti 63’ | Marcatori | 38’ Maria |

| Livorno 9 febbraio 1958 20ª giornata | Livorno                  | 0 – 0 | Legnano | Stadio Comunale\| Arbitro: \| Smorto (Reggio Calabria) \| |
| Arbitro:                             | Smorto (Reggio Calabria) |       |         |                                                           |

| Arbitro: | Caputo (Napoli) |

|                                                      |           |                           |
| Catalani 6’, 41’, 64’ Maselli 32’ Tellini 73’ (aut.) | Marcatori | 11’ Picchi 90’ Coltellini |

| Arbitro: | Cerutti (Legnano) |

|                         |           |                        |
| Gratton 35’ Balleri 65’ | Marcatori | 47’ Guerra 52’ Pignoni |

| Arbitro: | Babini (Ravenna) |

|            |           |  |
| Taddei 17’ | Marcatori |  |

| Arbitro: | Cataldo (Roma) |

|               |           |            |
| Campagnoli 2’ | Marcatori | 60’ Raffin |

| Livorno 16 marzo 1958 25ª giornata | Livorno              | 0 – 0 | Siena | Stadio Comunale\| Arbitro: \| Carbonelli (Brescia) \| |
| Arbitro:                           | Carbonelli (Brescia) |       |       |                                                       |

| Arbitro: | Tavolini (Ferrara) |

|                         |           |  |
| Bolzoni 37’ Badiali 41’ | Marcatori |  |

| Arbitro: | Campagna (Palermo) |

|                             |           |  |
| Picchi 25’ Gratton 64’, 89’ | Marcatori |  |

| Arbitro: | Roversi (Bologna) |

|           |           |  |
| Leoni 31’ | Marcatori |  |

| Arbitro: | D'Agostini (Roma) |

|                  |           |           |
| Alicata 33’, 60’ | Marcatori | 39’ Cerri |

| Arbitro: | Sebastio (Taranto) |

|            |           |                      |
| Gratton 9’ | Marcatori | 67’ Goi 78’ Franzini |

| Arbitro: | Gay (Asti) |

|  |           |                  |
|  | Marcatori | 23’ Rao 76’ Novi |

| Arbitro: | Clemente (Roma) |

|               |           |  |
| Ghersetich 3’ | Marcatori |  |

| Arbitro: | Ceppi (Milano) |

|                              |           |                     |
| Del Gaudio 15’ Barchiesi 64’ | Marcatori | 24’, 75’ Campagnoli |

| Arbitro: | Grillo (Afragola) |

|                           |           |                                      |
| Ceccherelli 39’ Lessi 86’ | Marcatori | 32’ Orlando 75’ (rig.) Scaccabarozzi |